# Cot Glemuegajah
Cot Glemuegajah är ett berg i Indonesien.   Det ligger i provinsen Aceh, i den västra delen av landet, 1 800 km nordväst om huvudstaden Jakarta. Toppen på Cot Glemuegajah är 403 meter över havet.
Terrängen runt Cot Glemuegajah är kuperad åt sydost, men åt nordväst är den platt.Runt Cot Glemuegajah är det ganska glesbefolkat, med 30 invånare per kvadratkilometer. I omgivningarna runt Cot Glemuegajah växer i huvudsak städsegrön lövskog.